# Air Nippon Network
Air Nippon Network (エアーニッポンネットワーク 'Ea Nippon Nettowaku'?), o A-net, era una aerolínea con base en los terreno del Aeropuerto Internacional de Tokio en Ota, Tokio, Japón.

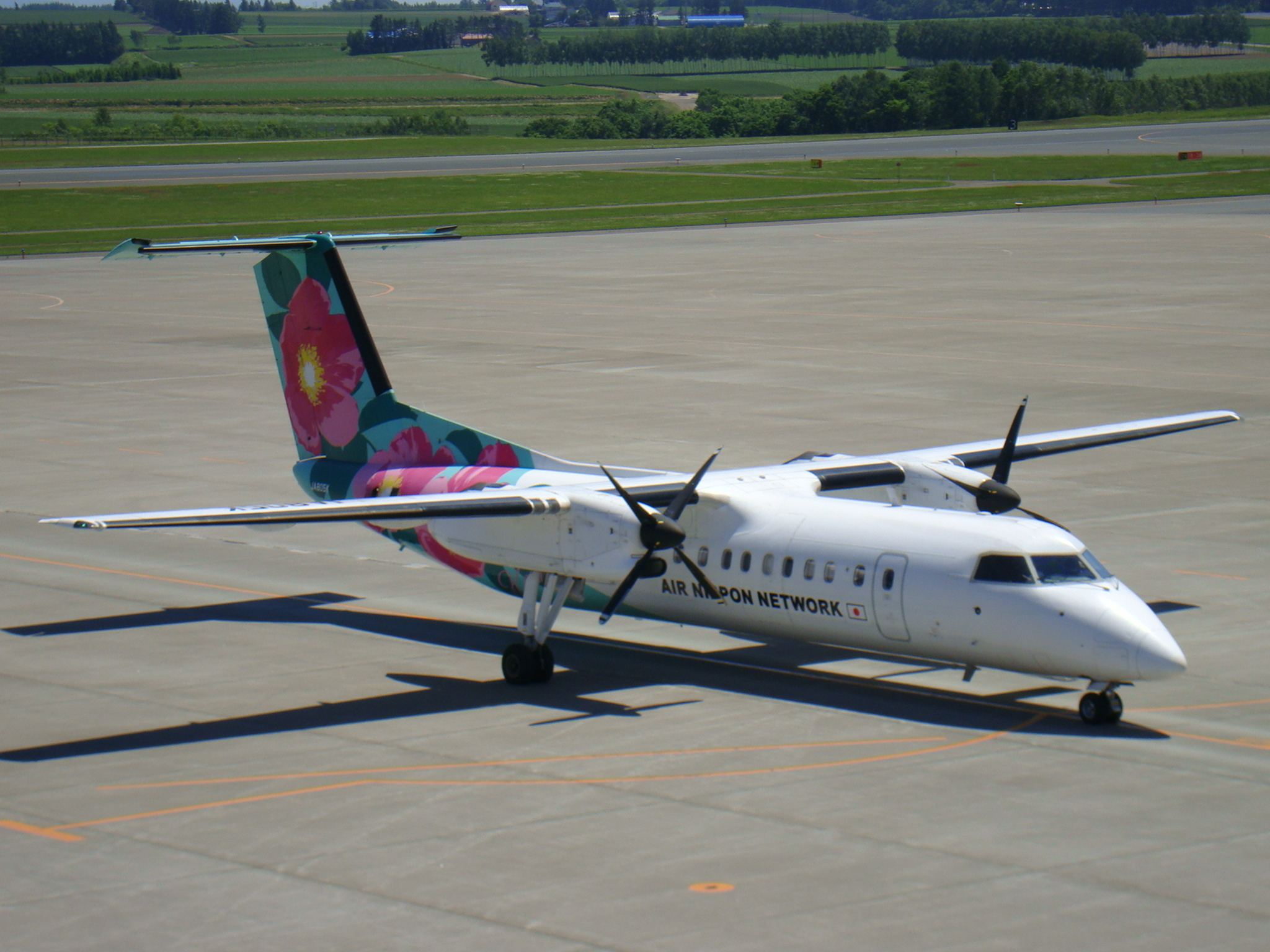
Bombardier Dash 8 Q300

Operaba vuelos de alimentación para su compañía de alimentación Air Nippon, filial a su vez de All Nippon Airways (ANA). Su base de operaciones principal era el Aeropuerto de New Chitose.
El 1 de octubre de 2010, Air Next, Air Central y Air Nippon Network se fusionaron y se renombraron como ANA Wings.

## Historia
La aerolínea fue fundada en mayo de 2001 para operar rutas locales de alimentación de Air Nippon desde Tokio y Sapporo. Comenzó a operar el 1 de julio de 2002 utilizando tres aviones Bombardier Dash 8. En diciembre de 2003 cuatro Dash 8 más fueron añadidos para reemplazar los Boeing 737 que operaban desde Osaka (Aeropuerto Internacional de Osaka) para Air Nippon.
En abril de 2004 Air Nippon Network puso su base en Higashi-ku, Sapporo, Hokkaido.
Air Nippon Network tenía 400 empleados (en marzo de 2007).
El 1 de octubre de 2010, Air Next, Air Central y Air Nippon Network se fusionaron y se renombraron como ANA Wings.

## Destinos
Destinos domésticos operados:

### Hokkaido
- Hakodate (Aeropuerto de Hakodate)
- Kushiro (Aeropuerto de Kushiro)
- Memanbetsu (Aeropuerto de Memanbetsu)
- Nakashibetsu (Aeropuerto de Nakashibetsu)
- Sapporo (Aeropuerto Okadama)
- Wakkanai (Aeropuerto de Wakkanai)

### Kanto
- Tokio (Aeropuerto Internacional de Tokio)
- Miyakejima (Aeropuerto de Miyakejima)
- Oshima (Aeropuerto de Oshima)

### Kansai
- Prefectura de Hyogo
  - Aeropuerto Internacional de Osaka tiene parte en la prefectura de Hyogo y parte en la prefectura de Osaka
- Prefectura de Osaka
  - Osaka
    - Aeropuerto Internacional de Osaka tiene parte en la prefectura de Hyogo y parte en la prefectura de Osaka
    - Aeropuerto Internacional de Kansai

### Tohoku
- Prefectura de Akita
  - Odate-Noshiro (Aeropuerto de Odate-Noshiro)

### Chubu
- Prefectura de Niigata
  - Niigata (Aeropuerto de Niigata)

### Chugoku
- Prefectura de Shimane
  - Iwami/Hagi, Prefectura de Yamaguchi (Aeropuerto de Iwami)

### Shikoku
- Prefectura de Ehime
  - Matsuyama (Aeropuerto de Matsuyama)
- Prefectura de Kochi
  - Kochi (Aeropuerto de Kochi Ryoma)

### Kyushu
- Prefectura de Fukuoka
  - Fukuoka (Aeropuerto de Fukuoka)
- Prefectura de Saga
  - Saga (Aeropuerto de Saga)

## Flota
La flota de Air Nippon Network se componía de las siguientes aeronaves (en diciembre de 2010):
- 10 Bombardier Dash 8 Q400

Las aeronaves en 2010 comenzaron a operar para ANA Wings.